# Еднілсон
Еднілсон (порт. Ednilson, нар. 25 вересня 1982, Бісау) — гвінея-бісауський та португальський футболіст, що грав на позиції півзахисника.
Виступав, зокрема, за «Рому» та «Бенфіку», а також національну збірну Гвінеї-Бісау.

## Клубна кар'єра
Народився 25 вересня 1982 року в місті Бісау, але у ранньому віці переїхав до Португалії, де займався футболом у академії клубу «Боавішта». Коли хлопцю ще не виповнивлось 17 років, він був куплений італійською «Ромою», але пробитись до основної команди він так і не зумів, зігравши на дорослому рівні лише одну гру за римлян проти «Фіорентини» в лютому 2000 року.
На початку 2001 року перейшов у «Бенфіку» і відіграв за лісабонський клуб наступні два з половиною сезони своєї ігрової кар'єри. Більшість часу, проведеного у складі «Бенфіки», був основним гравцем команди, після чого по сезону провів в оренді за інші португальські клуби «Віторія» (Гімарайнш) та «Жіл Вісенте».
Згодом у 2005—2007 роках грав у складі грецької команди ОФІ, а у січні 2008 року перейшов у сербський «Партизан», якому у сезоні 2007/08 допоміг виграти «золотий дубль».
У сезоні 2008/09 грав на Кіпрі за АЕК (Ларнака), зігравши 5 ігор у чемпіонаті, а восени 2009 року уклав контракт з клубом «Динамо» (Тбілісі), у складі якого провів наступні два роки своєї кар'єри гравця.
21 лютого 2012 року Еднілсон підписавши контракт з угорським «Вашашем» на п'ять місяців. Він був звільнений наприкінці сезону, який закінчився пониженням для клубу, так і не зігравши жодної гри.

## Виступи за збірні
Протягом 2000—2004 років залучався до складу молодіжної збірної Португалії, з якою був учасником молодіжного чемпіонату Європи 2002 року у Швейцарії, на якому португальці не подолали груповий етап. Всього на молодіжному рівні зіграв у 28 офіційних матчах, забив 2 голи.
Згодом прийняв запрошення від представників країни свого народження і 9 жовтня 2010 року дебютував в офіційних матчах у складі національної збірної Гвінеї-Бісау в грі відбору на Кубок африканських націй 2012 року проти Анголи (2:1). Згодом провів ще дві гри за збірну.
| Дата       | Місто   | Господарі    | Результат | Гості        | Турнір                                  | Голи | Примітки  |
| ---------- | ------- | ------------ | --------- | ------------ | --------------------------------------- | ---- | --------- |
| 9-10-2010  | Луанда  | Ангола       | 1 – 2     | Гвінея-Бісау | Відбір до Кубка африканських націй 2012 | -    | 70' 84'   |
| 16-11-2010 | Лісабон | Кабо-Верде   | 2 – 1     | Гвінея-Бісау | товариський матч                        | -    | 84'       |
| 9-2-2011   | Лісабон | Гвінея-Бісау | 1 – 3     | Гамбія       | товариський матч                        | -    | Замінений |
| Усього     |         | Матчів       | 3         |              | Голів                                   | 0    |           |

## Досягнення
- Чемпіон Сербії: 2007/08
- Володар Кубка Сербії: 2007/08

Збірні
- Чемпіон Європи (U-16): 1996